# Франц Дерр
Франц Дерр (нім. Franz Dörr; 10 лютого 1913, Мангайм  — 13 жовтня 1972, Констанц) — німецький льотчик-ас винищувальної авіації, гауптман люфтваффе. Кавалер Лицарського хреста Залізного хреста.

## Біографія
В 1936 році вступив в люфтваффе. Після закінчення льотної школи в 1939 зарахований в розвідувальну авіацію. Учасник Польської і Французької кампаній. Весною 1941 року переведений в 1-у навчальну ескадрилью 3-ї винищувальної ескадри, дислоковану в Нідерландах. Свою першу перемогу здобув 29 вересня 1941 року, збивши двомоторний бомбардувальник «Веллінгтон». З 1 січня 1942 року літав у складі 7-ї ескадрильї 5-ї винищувальної ескадри. Учасник Німецько-радянської війни. 18 серпня 1943 року здобув свою 20-у перемогу. З 14 вересня 1943 року — командир 7-ї ескадрильї. До кінця 1943 року число його перемог зросло до 37. 16 травня 1944 року збив 6, 25 травня — 4, 26 травня — 5, 15 червня — 4, 17 червня — 8, 27 червня — 5, 28 червня — 7, 4 липня — 5, 17 липня — 4 літаки. З травня 1944 року — командир 3-ї групи 5-ї винищувальної ескадри (залишався на цій посаді до кінця війни). 23 серпня збив 6 літаків і довів рахунок своїх перемог до 106. В жовтні 1944 року на його рахунку були 22 радянські літаки, у тому числі 6, збитих 9 жовтня, і 5 — 21 жовтня.
Всього за час бойових дій здійснив 437 бойових вильотів і збив 128 літаків, в тому числі 122 радянські (з них 16 Іл-2).

## Нагороди
- Нагрудний знак пілота
- Залізний хрест 2-го і 1-го класу
- Німецький хрест в золоті (20 березня 1944)
- Лицарський хрест Залізного хреста (19 серпня 1944) — за 95 перемог.
- Двічі відзначений у Вермахтберіхт (28 червня і 11 листопада 1944)
  - «Оберлейтенант Дерр і лейтенант Норц самостійно здобули 12 перемог у важких повітряних боях.» (28 червня 1944)
- Авіаційна планка винищувача в золоті